# Ceny Anděl 2018
Hudební ceny Anděl 2018 byly vyhlášeny 5. března 2019. Novinkou cen je kategorie klasika.

## Ceny a nominace

### Album roku
- Lucie – EvoLucie
- Barbora Poláková – ZE.MĚ
- Monkey Business – Bad Time for Gentlemen

### Skupina roku
- Monkey Business – Bad Time for Gentlemen
- Lucie – EvoLucie
- Mandrage – Po půlnoci

### Sólový interpret roku
- Miro Žbirka – Double Album
- Kapitán Demo – Mládí v trapu
- Thom Artway – All I Know

### Sólová interpretka roku
- Barbora Poláková – ZE.MĚ
- Never Sol – Chamaleo
- Radůza – Muž s bílým psem

### Skladba roku
- Lucie – Nejlepší, kterou znám
- Kapitán Demo – Zlatíčka
- Mandrage – Motýli

### Videoklip roku
- Barbora Poláková – 2 ‐ 8 - 5 (režie Jakub Machala, Barbora Poláková)
- Kapitán Demo – Zlatíčka (režie Darina Burianová)
- Monika Načeva – Technický já (režie Petr Marek)

### Objev roku
- The Atavists – LO‐FI Life
- Mikolas Josef – Me Gusta
- Vesna – Pátá bohyně

### Síň slávy
- Michal Prokop

### Alternativa a elektronika
- Floex & Tom Hodge – A Portrait of John Doe
- Manon Meurt – MMXVIII
- Povodí Ohře – Povodí Ohře

### Folk
- Žamboši – Louvre
- AG Flek – Podnohama Zem
- Nevermore & Kosmonaut – Bleděmodré město

### Jazz
- Dorota Barová – Iluzja
- Concept Art Orchestra – Vánoce dospělých
- Karel Růžička – Grace & Gratitude

### Klasika
- Česká filharmonie – B. Martinů ‐ What Men Live By, Symfonie č. 1, H 289
- Epoque Quartet – Epoque Quartet Plays Jan Kučera
- Martinů Voices – B. Martinů ‐ Madrigaly

### Rap
- Ty Nikdy – Akta X
- James Cole – Stanley Kuffenheim
- Maniak – Husky

### Rock
- The Atavists – LO‐FI Life
- Pilot Season – A Deep Dive
- Povodí Ohře – Povodí Ohře